# Локальна мережа
Лока́льна комп'ю́терна мере́жа, ЛКМ (англ. local area network, LAN) є об'єднанням певного числа комп'ютерів на відносно невеликій території. В порівнянні з глобальною мережею (WAN), локальна мережа зазвичай має більшу швидкість обміну даними, менше географічне покриття та відсутність потреби використовувати запозичену телекомунікаційну лінію зв'язку.
Локальна комп'ютерна мережа — комп'ютерна мережа для обмеженого кола користувачів, що об'єднує комп'ютери в одному приміщенні або в рамках одного підприємства.

## Історія виникнення ЛКМ
Із розвитком нових досягнень в технологіях мереж на початку 80-х років мережі почали поширюватись. Кожна компанія створювала власні стандарти та обладнання, технічні засоби мереж та програмне забезпечення. Ця конкуренція привела до несумісності створених технологій, та виникненню проблем узгодження обладнання. Необхідно було робити повне оновлення обладнання.
Спочатку були створені стандарти LAN. Ці стандарти були відкритим набором директив для створення мережевих технічних засобів та програмного забезпечення. Апаратне забезпечення різних компаній було узгоджено, що давало можливість будувати надійні і стабільні LAN [3].

## Склад локальної мережі
До складу локальної мережі входять:
1. Комп'ютери
2. Мережеві адаптери
3. Периферійні пристрої
4. Передавальне середовище[що це?]
5. Мережеві пристрої

За допомогою локальної мережі один комп'ютер отримує доступ до ресурсів іншого, таких, як дані та периферійні пристрої (принтери, модеми, факси тощо). Використання комп'ютерних мереж дає можливість розподілу ресурсів великої вартості, покращення доступу до інформації, виконувати швидке та якісне прийняття рішень. Прикладом застосування цієї технології може бути E-mail.
Сучасні локальні мережі будуються на основі топології зірка з використанням концентраторів (хабів), комутаторів (світчів) та кабелю UTP чи STP 5ї категорії (вита пара). Ця технологія, що носить назву Fast Ethernet дає змогу проводити обмін інформацією на швидкостях 100Мбіт/с, 1Гбіт/с, 10Гбіт/с та навіть 100Гбіт/с.

## Переваги об'єднання комп'ютерів у локальну мережу
Перевагами об'єднання комп'ютерів у локальну мережу є:
- Розподіл даних (Data Sharing). Дані в мережі зберігаються на центральному РС та можуть бути доступні для будь-якого РС, підключеного до мережі, тому не потрібно на кожному робочому місці мати накопичувач для зберігання однієї й тієї ж інформації.
- Розподіл ресурсів (Resource Sharing). Периферійні пристрої можуть бути доступні для всіх користувачів мережі (наприклад, факс або лазерний принтер).
- Розподіл програм (Software Sharing). Усі користувачі мережі можуть мати доступ до програм, які були один раз централізовано встановлені. При цьому повинна працювати мережна версія відповідних програм.
- Електронна пошта (Electronic Mail). Усі користувачі мережі можуть передавати або приймати повідомлення.

## Використання мережевих пристроїв у локальних мережах
У локальних мережах застосовують такі мережеві пристрої:
1. Концентратори
2. Комутатори
  - Повторювачі
3. Мости
4. Маршрутизатори

## Завдання, які вирішують локальні мережі
Локальні мережі вирішують такі задачі:
1. Радіус дії обмежується невеликими географічними відстанями.
2. Надає множинний доступ до спільного передавального середовища.
3. Права користувача надаються локальним адміністратором.
4. Надає постійний доступ до сервісів локальної мережі.
5. Фізично з'єднує пристрої на невеликій відстані.

Існують такі поширені реалізації локальних мереж:
- Ethernet — локальна мережа з шинною топологією і випадковим методом доступу.
- Token Ring — кільцева мережа з маркерним методом доступу.
- FDDI — технологія побудови комп'ютерних мереж, що використовує для передачі сигналу оптоволоконний кабель.